# Playing Around
Playing Around est un film américain réalisé par Mervyn LeRoy et sorti en 1930.

## Synopsis
Sheba Miller, une fille de la classe ouvrière, rêve de vivre une vie de luxe. Son père tient un magasin de cigares tandis qu'elle travaille comme sténographe. Jack, un autre ouvrier, est fou amoureux d'elle et a même demandé à son père son consentement à leur mariage. Bien que Pa Miller aime Jack et aimerait voir sa fille l'épouser, Sheba le refuse sur le salaire qu'il gagne actuellement. Un jour, elle le convainc de l'emmener dans une boîte de nuit chic et exclusive, le Pirates Den. Une fois qu'ils arrivent et qu'ils sont assis, il est choqué par les prix et leur propose d'aller ailleurs ; cela conduit à une dispute. Alors que le couple est sur le point de partir, une annonce est faite pour un concours de jambes et Sheba décide de participer. Elle décroche la première place et se voit décerner son prix par Nickey Solomon, un gangster.
Finalement, Nickey demande à Sheba de l'épouser, mais avant qu'ils ne se marient, Solomon, qui manque d'argent, cambriole un magasin de cigares et, ce faisant, tire sur l'homme derrière le comptoir. Sans le savoir, il a tiré sur le père de Sheba. Alors que les deux sont sur le point de partir pour une autre nuit en ville maintenant qu'ils ont de l'argent, ils s'arrêtent au magasin de cigares de son père pour lui dire bonjour. Alors qu'ils s'approchent, ils voient la police stationnée autour et Nickey se rend compte de ce qu'il a fait. Il convainc Sheba de rester dans la voiture pendant qu'il vérifie ce qui s'est passé. Il parle un peu à la police puis lui dit que son père va bien et qu'il est maintenant au poste de police pour aider la police à identifier un voleur. Cependant, son père est à l'hôpital et soigné pour sa blessure par balle. Nickey convainc Sheba de continuer leur rendez-vous et ils se rendent au club, mais Jack, qui soupçonne Salomon d'être à l'origine du vol, demande à la police de l'aider dans son plan pour le piéger. Ils parviennent à amener Nickey à avouer involontairement le crime et à le convaincre de quitter la ville, mais ils l'arrêtent à la gare avant qu'il n'ait la chance de monter à bord. Salomon est emmené en prison et Sheba est informée que son père va parfaitement bien. Sheba, humiliée par l'expérience, accepte d'épouser Jack avec son salaire de 35 $ par semaine.

## Fiche technique
- Réalisation : Mervyn LeRoy
- Scénario : Frances Nordstrom d'après le roman Playing Around de Viña Delmar
- Production : First National Pictures
- Image : Sol Polito
- Son :  Mono (Vitaphone) Western Electric Apparatus
- Genre : Comédie dramatique
- Durée : 66 minutes
- Date de sortie : 
  - États-Unis : 19 janvier 1930

## Distribution
- Alice White : Sheba Miller
- Chester Morris : Nickey Solomon
- William Bakewell : Jack
- Richard Carlyle : Pa Miller
- Marion Byron : Maude
- Maurice Black : Joe
- Lionel Belmore : Morgan the Pirate
- Shep Camp : le maître de cérémonie
- Ann Brody : Mme Fennerbeck
- Nellie V. Nichols : Mme Lippincott